# انتون کانیبولوتسکی
انتون کانیبولوتسکی (اوکراینی: Антон Олегович Каніболоцький؛ زادهٔ ۱۶ مهٔ ۱۹۸۸) بازیکن فوتبال اهل اوکراین است.
از باشگاه‌هایی که در آن بازی کرده‌است می‌توان به باشگاه فوتبال کریفباس کریفیی ریه، باشگاه فوتبال شاختار دونتسک، و باشگاه فوتبال دنیپرو اشاره کرد.
وی همچنین در تیم ملی فوتبال زیر ۲۱ سال اوکراین بازی کرده‌است.